# داس/۴جی

فضای کاربری داس

داس/۴جی (انگلیسی: DOS/4G) برنامه‌ای تحت داس است که محدود ۶۴۰ کلیوباتی حافظهٔ داس را تا ۶۴ مگابایت در افزایش می‌دهد.